# WWE Performance Center
WWE Performance Center (укр. Навчальний центр WWE) — спортивний підготовчий центр WWE, де проводиться навчання, спрямоване на розвиток зі спортивних навичок молодих борців. Був відкритий 12 липня 2013-го року в місті Орландо, штат Флорида. Використовується виключно для навчання, жодних показових шоу для громадськості не проводиться.

## Відомості
Навчальний центр в площі досягає 26,000 метрів квадратних. В самому центрі знаходиться велика кількість спеціального навчального обладнання, як, наприклад, професійний ринґ та новітні проґрами для детального імітування розвитку шоу. Після ліквідування FCW, 23 червня 2013 року все необхідне приладдя (камера для сповільненого знімкування та спеціяльний ринґ для виконання стрибків) з Арени FCW було доставлено до WWEPC.
На відкритті центру були присутні: Тріпл Ейч (віце-президент WWE), Стефані МакМехон (виконавчий віце-президент), Кен Ґолдстоун та Рік Скотт — губернатор Флориди.
Навчальний центр WWE використовує колишніх борців як напутників. Серед них: Білл Демотт (головний тренер; в березні 2015 пішов у відставку), Метт Блум (головний напутник), Біллі Ганн та Джоуї Мерк'юрі. Дасті Роудс працює на навчанням молодих борців поводитися мікрофоном. Сара Дель Рей займається тренуваннями реслерок.